# El Real (paroisse civile)
Pour les articles homonymes, voir El Real et Real.
El Real est l'une des quatre paroisses civiles de la municipalité d'Obispos dans l'État de Barinas au Venezuela. Sa capitale est El Real. En 2018, sa population s'élève à 3 520 habitants.

## Géographie

### Démographie
Hormis sa capitale El Real, la paroisse civile possède plusieurs localités et écarts dont :
- El Real
- Guamito
- La Aguilereña
- La Esperanza
- Las Calcetas
- Mata de Pato
- San José